# Tirbanibuline
La tirbanibuline, vendue sous la marque Klisyri, est un inhibiteur des microtubules.

## Usage médical
Ce médicament est utilisé pour traiter la kératose actinique du visage ou du cuir chevelu,. Il est utilisé pendant cinq jours en cas de maladie bénigne avec une réévaluation après 8 semaines,. Le médicament est appliqué sur la peau.

## Effets secondaires
Les effets secondaires de ce médicament comprennent des réactions cutanées locales, des démangeaisons et des douleurs cutanées ; d'autres effets secondaires peuvent inclure des ulcères cutanés. L’innocuité de ce médicament pendant la grossesse humaine n’est pas claire.

## Histoire
Le médicament a été approuvé pour un usage médical aux États-Unis en 2020 et en Europe en 2021,. Au Royaume-Uni, un traitement coûte au NHS environ 60 livres sterling à partir de 2022. Aux États-Unis, ce montant coûte environ 1 000 dollars américains.